# كارل
كارل (بالأرمنية: Վալմար)‏ هو رسام أرمني، ولد في 21 أبريل 1948 في غيومري في أرمينيا.

## معرض صور

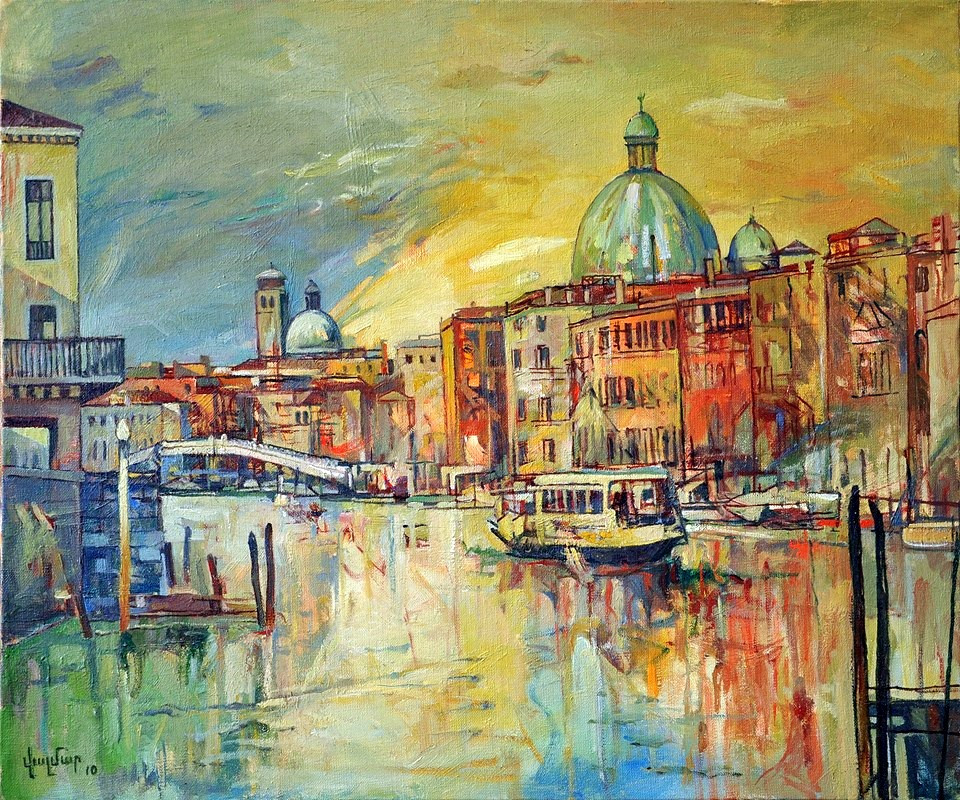
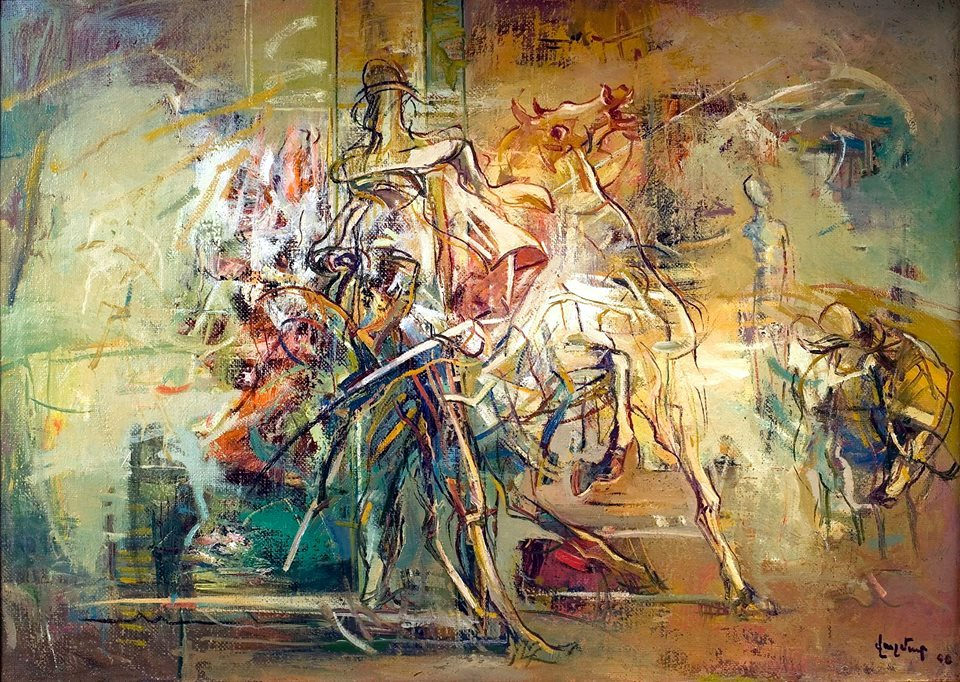
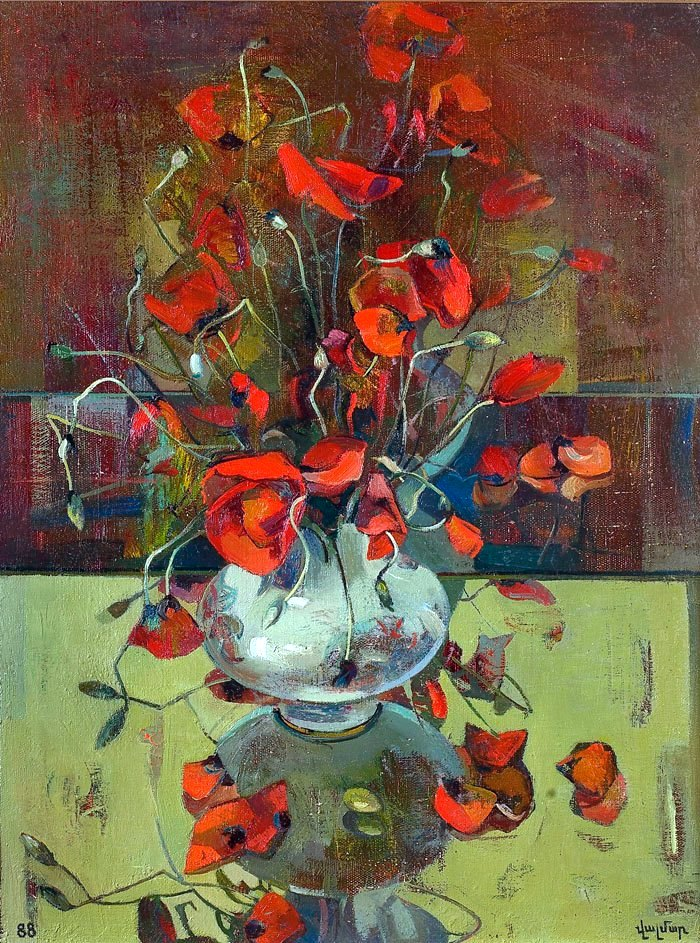
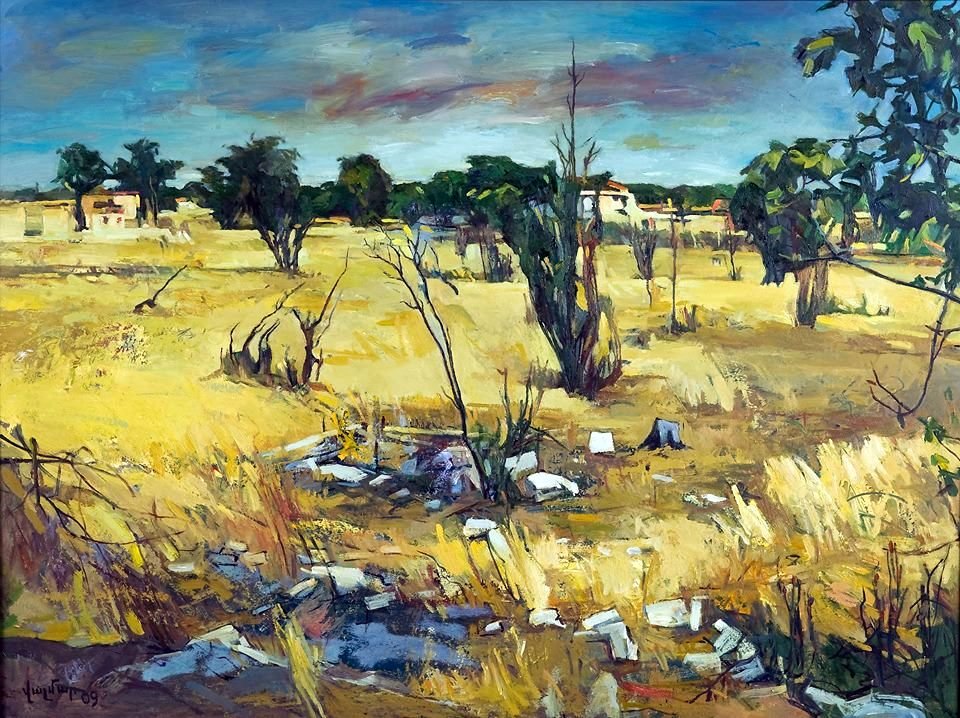